# Dou Wu
Pour les articles homonymes, voir Dou (homonymie).
Dou Wu (?-168) est un politicien de la dynastie Han et érudit confucéen qui servit en tant que fonctionnaire impérial parmi les plus importants quand sa fille est devenue impératrice douairière et régente de l'empereur Ling. Avec Chen Fan (en) il a tenté de freiner la puissance des eunuques en installant des lettrés confucéens au gouvernement impérial, mais un complot ourdi par lui et Chen Fan pour exterminer les plus puissants eunuques a été découvert, il a été défait dans la bataille et se suicida, son clan tout entier a été exterminé.